# 펠리피 아우구스투 소우자 다 시우바
펠리페 아우구스투 소우자 다 실바(1995년 2월 18일 ~ )는 펠리팡이라고도 불리는 브라질의 축구 선수로, 포지션은 스트라이커다. 현재 세리이 D의 트레지 FC 소속이다..
1. ↑  Felipe Augusto, Transfermarkt.
2. ↑  Felipe Augusto Souza da Silva 보관됨 2022-01-19 - 웨이백 머신, Soccerstand.
3. ↑  Felipe Augusto, Soccerway.